# Рахманин, Валентин Сидорович
Валентин Сидорович Рахманин — доктор философских наук, профессор, действительный член Российской академии гуманитарных наук, действительный член Академии политической науки. Специализируется этнополитической конфликтологией, национальными и политическими процессами и технологиями. Награждён 2 медалями СССР, почетным знаком «За заслуги перед Воронежским госуниверситетом». Родился в 1930 году в селе Горловка, Горловского района, Московской области.

## Биография
В 1953 году окончил историко-филологический факультет Воронежского Государственного Университета. В 1963 году защитил кандидатскую диссертацию по теме: «Исторический детерминизм и проблема свободы». В 1990 году защитил докторскую диссертацию по теме: «Общественная психология и революционный процесс». В 1991 году ему присвоили ученое звание профессора.
С 1964 по 1966 года занимал должность проректора Воронежского госуниверситета по учебной работе. С 1964 по 2002 год — заведующий кафедрой. Имеет 329 научных публикаций.

## Научная деятельность
Исследование социопсиходинамики общественных кризисов и революций, социальных и политических конфликтов, геополитических и социокультурных проблем России, а также проблем демократии, гуманизма, социального развития высшего образования, педагогики высшей школы.

### Наиболее значимые публикации
- Рахманин В. С. Общественная психология и революционный процесс / В. С. Рахманин. — Воронеж: Изд-во Воронеж. ун-та, 1987. — 344 с.
- Социология: Курс лекций / [Ред. кол.: В. С. Рахманин (отв. ред.) и др.]. — Воронеж: Изд-во Воронеж. ун-та, 1994. — 288 с.
- Рахманин В. С. Геополитические трансформации России в переходных процессах / В. С. Рахманин // Вестн. Воронеж. гос. ун-та. Сер. 1. Гуманитарные науки. — 1997. — № 2. — С. 4-20.
- Рахманин В. С. Образование и гуманизм / В. С. Рахманин // Вестн. Воронеж. гос. ун-та. Сер. 1. Гуманит. науки. — 1998. — № 1. — С. 88-100.
- Рахманин В. С. Россия: конфликты идентификации / В. С. Рахманин // Вестн. Воронеж. гос. ун-та. Сер. 1. Гуманит. науки. — 1999. — № 1. — С. 32-52.
- Рахманин В. С. Региональные конфликты и власть / В. С. Рахманин // Центр. Регионы. Местное самоуправление: к новой концепции взаимоотношений (Россия и зарубежный опыт). — М., 2000. — С. 21-36.
- Рахманин В. С. Социоантропологический кризис как фактор политической конфликтогенности / В. С. Рахманин // Политическая конфликтология перед новыми вызовами. — Воронеж, 2001. — С. 65-87.
- Рахманин В. С. Этноцентризм и толерантность в национально-этнических отношениях / В. С. Рахманин // Этнические конфликты и их урегулирование: взаимодействие науки, власти и гражданского общества. — Москва — Ставрополь, 2002. — С. 74-83.
- Глухова А. В. Политическая конфликтология: Учеб. пособие / А. В. Глухова, В. С. Рахманин; ВМИОН. — Воронеж: Воронеж. гос. ун-т, 2002. — 295 с.
- Рахманин В. С. Геополитический кризис в России в конце ХХ — начале XXI века / В. С. Рахманин // Российская империя: стратегия стабилизации и обновления. — Воронеж, 2004. — С. 451—465.
- Рахманин В. С. Диалог политических культур как демократический процесс / В. С. Рахманин // Логос: философский журнал. — 2005. — № 4. — С. 243—252.